# 이공주 (1955년)
이공주(李公珠, 1955년~)는 대한민국의 과학자이며, 문재인 정부의 청와대 대통령비서실 과학기술보좌관이다.  포스트게놈 프로테오믹스를 연구한 것으로 알려져있다. 2019년 2월 대통령비서실 과학기술보좌관으로 임명되었다.

## 학력
- 풍문여자고등학교[2]
- 1977년 이화여자대학교 제약학과[1]
- 1979년 한국과학기술원 대학원 생물공학 석사[1]
- 1986년 스탠퍼드 대학교 대학원 생물리화학 박사[1]

## 경력
- 1989 ~ 1994 한국표준과학연구원 분석화학연구부 선임연구원
- 1994	이화여자대학교 약학대학 부교수,교수
- 2004	대한여성과학기술인회 부회장
- 2005	이화여자대학교 연구처장, 산학협력단장
- 2005.8	제13차 세계여성과학기술인대회 조직위원장
- 2006	제6대 대한여성과학기술인회 회장
- 2007	한국과학기술한림원 의약학부 정회원
- 2007.12 ~ 2009.12	국가과학기술위원회 위원
- 2010.8	이화여자대학교 대학원 원장
- 2011.7	제3대 세계여성과학기술인네트워크 회장[3]
- 2019.2	대통령비서실 과학기술보좌관

## 수상내역
- 2008 제4회 마크로젠 여성과학자상[4]
- 2005 제5회 올해의 여성과학기술자상 진흥부문[5]
- 2012.6 제11회 한국 로레알-유네스코 여성생명과학상[6]